# Heinrich Gätke

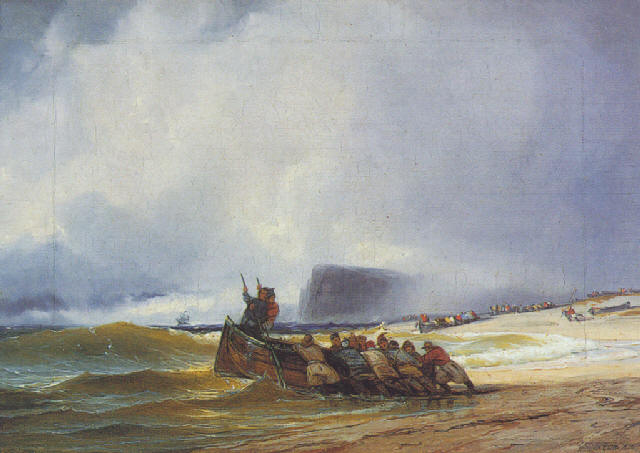
En målning av Heinrich Gätke från 1838

Heinrich Carl Ludwig Gätke, född 1814 i Pritzwalk, död 1 januari 1897 på Helgoland, var en tysk marinmålare och ornitolog.
Heinrich Gätke besökte Helgoland första gången 1837, och flyttade dit permanent 1841 som sekreterare åt den brittiske guvernören.
Han började samla in exemplar av rariteter för både konstnärliga och vetenskapliga ändamål. 
Under 60 år av sitt liv på Helgoland, gorde han noggranna studier av de fåglar, som under migrering passerade ön eller rastade där. 
Han myntade termen Vogelwarte och skrev boken Die Vogelwarte Helgoland om sin forskning 1891, med en engelsk översättning publicerad 1895.